# 4830 (1988 RG4)
4830 (1988 RG4) је астероид главног астероидног појаса са средњом удаљеношћу од Сунца која износи 2,392 астрономских јединица (АЈ).
Апсолутна магнитуда астероида је 12,9.